# Свекловичний
Свеклови́чний (рос. Свекловичный) — селище у складі Зонального району Алтайського краю, Росія. Входить до складу Плешковської сільської ради.

## Населення
Населення — 175 осіб (2010; 180 у 2002).
Національний склад (станом на 2002 рік):
- росіяни — 93 %